# La Légende de Korra (jeu vidéo)
La Légende de Korra (The Legend of Korra) est un jeu vidéo de type beat them all développé par PlatinumGames et édité par Activision, sorti en 2014 sur Windows, PlayStation 4, PlayStation 3, Xbox One et Xbox 360. Il est adapté de la série télévisée d'animation La Légende de Korra.

## Accueil
- Canard PC : 3/10[1]
- Destructoid : 7/10[2]
- Eurogamer : 4/10[3]
- Gamekult : 4/10[4]
- GameSpot : 3/10[5]
- Game Informer : 5,5/10[6]
- IGN : 4,2/10[7]